# 中島裕美
中島 裕美（なかじま ひろみ）は、日本の女性声優。出身。

## 出演

### テレビアニメ
2001年
- キャプテン翼（2001年 - 2002年、仲本、少年A、日向直子、ピントの仲間B）

2002年
- げんきげんきノンタン（うさぎさん）